# Industriarbeidermuseet i Sauda
Industriarbeidermuseet i Sauda är ett museum i stadsdelen Åbøbyen i Sauda, som ingår i Ryfylkemuseet.
Industriarbeidermuseet ligger i ett fyrafamiljshus från 1920-talet, där en av våningarna i första våningen inretts, såsom den kan ha varit när huset var nytt. En våning en trappa upp har försetts med en 1960-talsinteriör. I den andra halvan av huset finns en utställning om Saudas industrihistoria.
Industriarbeidermuseet ligger i Åbøbyen, eller Amerikanerbyen, som är ett väl bevarat arbetar- och tjänstemannabostadsområde från perioden med utbyggnad av elkraftbaserad industri i Norge från 1920-talet och framåt. Bostadsområdet har arbetarbostäderna närmast vid Sauda smelteverk, tjänstemannabostäderna längre upp och direktörsvillan längst bort och uppe på berget. Åbøbyen var en välförsedd stadsdel med detaljhandelsbutik, brandstation, sjukstuga, skola, idrottsanläggning och parker. 